# چگونه جنگ جهانی دوم را آغاز کردم
چگونه جنگ جهانی دوم را آغاز کردم (لهستانی: Jak rozpętałem drugą wojnę światową) یک فیلم کمدی لهستانی است که در سال ۱۹۷۰ منتشر شد.